# Start-und-Ziel-Schleife
Die Start-und-Ziel-Schleife (oft auch „Start- und Zielschleife“ geschrieben) war ein von 1927 bis 1982 vorhandener, 2,292 Kilometer langer Teil der Motorsport-Rennstrecke Nürburgring. Gebaut wurde sie zwischen 1925 und 1927 zusammen mit der Nordschleife und der Südschleife, deren Verbindung sie darstellte. Ebenso konnte sie als eigenständige Strecke benutzt werden. Da sie bis in die 1950er-Jahre Betonplatten als Streckenbelag hatte, wurde sie im Volksmund oft „Betonschleife“ genannt.
Beim Supersprint am 8. September 1974 umrundete sie Herbert Müller mit einem Porsche 917/30 TC in 47,8 Sekunden bzw. mit einem Schnitt von 172,619 km/h. Die gleiche Rundenzeit erzielte ein Jahr später Tim Schenken.

## Die Start-und-Ziel-Schleife als Teil des alten Nürburgrings
Zusammen mit der Nord- und der Südschleife stellte die Start-und-Ziel-Schleife die drei historischen Streckenteile des Nürburgrings dar. An der Start-und-Ziel-Schleife standen die zum Rennbetrieb notwendigen Gebäude wie Start-und-Ziel-Haus, Boxenanlage, Fahrerlager und andere, sodass Rennen auf der Nord- und der Südschleife nur in Verbindung mit der Start-und-Ziel-Schleife stattfinden konnten. Die Anlage der Teilstrecken auf dem Nürburgring ließ also nur eine Rennveranstaltung gleichzeitig zu. Die heutige Grand-Prix-Strecke und die Nordschleife hingegen können sowohl in Kombination, als auch getrennt genutzt werden.
Als Teil des Nürburgrings konnte die Start-und-Ziel-Schleife folgendermaßen verwendet werden:
- als eigenständige Strecke (siehe Infobox)
- als Start- und Zielbereich der Gesamtstrecke (Grafik 1)
- als Start- und Zielbereich der Nordschleife (Grafik 2)
- als Start- und Zielbereich der Südschleife (Grafik 3)

Im Rahmen der Nutzung als eigenständige Strecke wurden beispielsweise Automobil-Slaloms ausgetragen, die in der Regel nicht als Wertungsläufe zu Meisterschaften o. ä. zählten.

Grafik 1: Start-und-Ziel-Schleife als Teil der Gesamtstrecke
Grafik 2: Start-und-Ziel-Schleife in Verbindung mit der Nordschleife
Grafik 3: Start-und-Ziel-Schleife in Verbindung mit der Südschleife

## Streckenabschnitte der Start-und-Ziel-Schleife

### Start-und-Ziel-Gerade

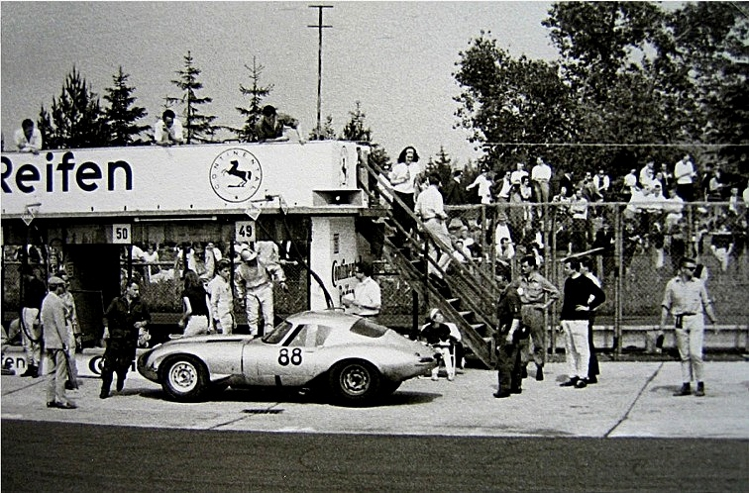
Boxenanlage in den 1960er-Jahren ohne Leitplanke

Auf der Start-und-Ziel-Geraden wurden im Normalfall alle Rennen am Nürburgring gestartet, unabhängig davon, ob sie auf der Nordschleife, der Südschleife, der Start-und-Ziel-Schleife oder der Gesamtstrecke stattfanden. Die Rennen begannen an der Linie vor dem Start-und-Ziel-Haus und endeten auch dort.
Parallel zu einem Teil der Start-und-Ziel-Geraden befand sich – bis Anfang der 1970er-Jahre ohne trennende Leitplanke – die Boxenanlage.

### Südkehre

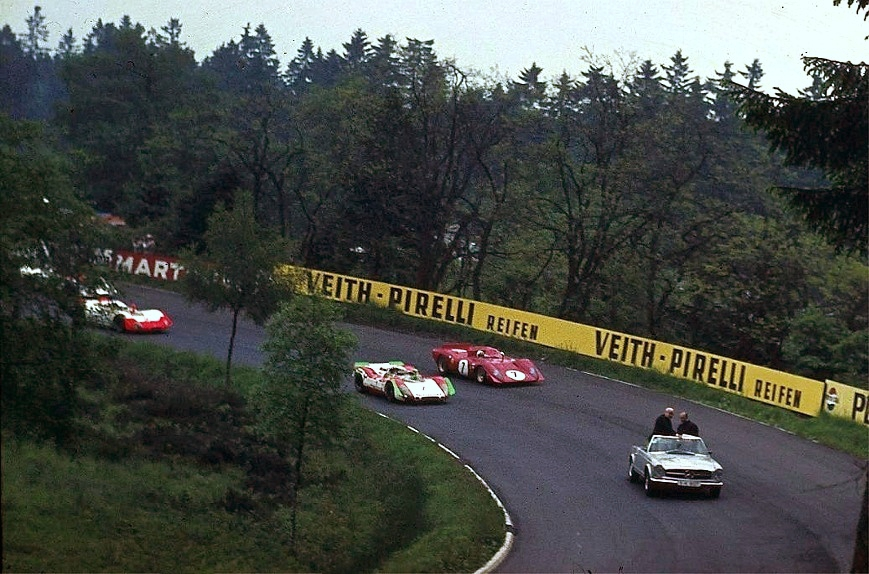
Startfeld in der Südkehre beim 1000-km-Rennen 1969

Nach der Linkskurve am Ende der Start-und-Ziel-Geraden ging es geradeaus in die Südschleife oder rechts durch die Südkehre auf die Gegengerade. Die Zufahrt zur Südschleife wurde in den 1970er Jahren aus Sicherheitsgründen vor die Einfahrt in die Südkehre verlegt.

### Gegengerade
Die Gegengerade führte parallel zur Start-und-Ziel-Geraden von der Südkehre bzw. dem Ende der Südschleife zur Nordkehre. Am Ende der Gegengeraden erwartete eine Linkskurve die Fahrer.

### Nordkehre

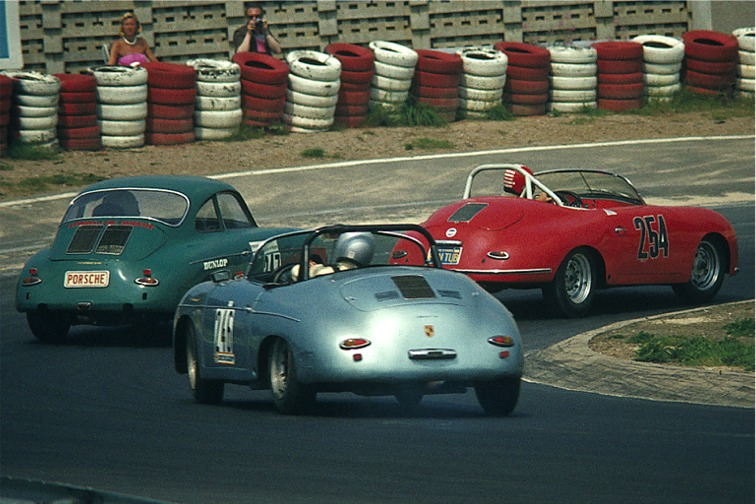
GT-Fahrzeuge biegen in die Nordkehre ein

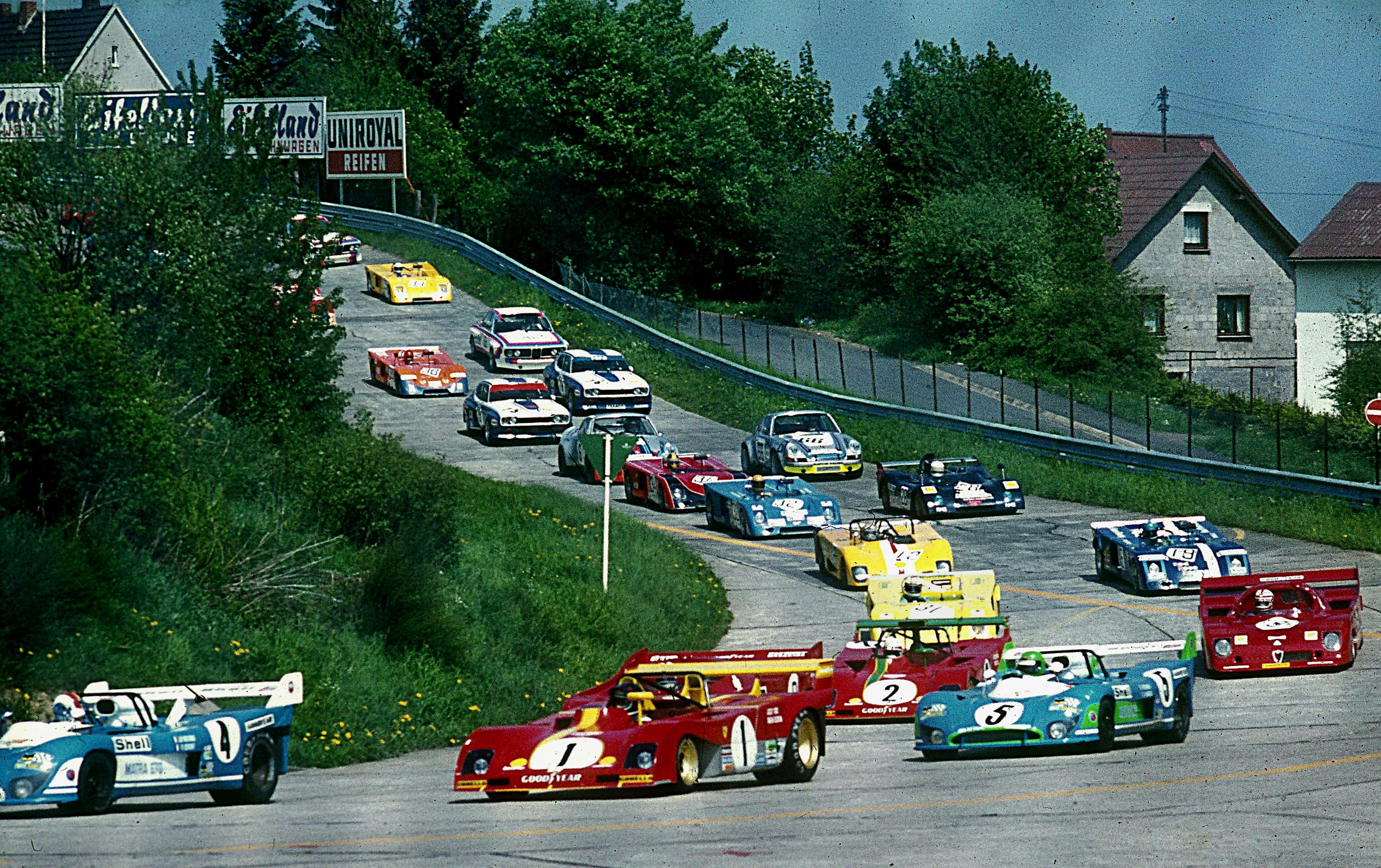
Start des 1000-km-Rennens 1973, ausgangs der Nordkehre

Nach der Linkskurve am Ende der Gegengeraden fuhren die Fahrer je nach Rennen entweder geradeaus in Richtung Hatzenbach auf die Nordschleife oder sie bogen rechts in die Nordkehre ab, die zurück zur Start-und-Ziel-Geraden führte.

## Verbindung mit anderen Streckenteilen
- Südschleife: Nach der Linkskurve am Ende der Start-und-Ziel-Geraden konnte man geradeaus auf die Südschleife fahren (statt rechts durch die Südkehre auf die Gegengerade). Die Südschleife kam am Beginn der Gegengerade wieder auf die Start-und-Ziel-Schleife zurück.
- Nordschleife: Nach der Linkskurve am Ende der Gegengeraden konnte man geradeaus auf die Nordschleife fahren (statt rechts über die Nordkehre zurück auf die Start-und-Ziel-Gerade). Die Nordschleife kam am Beginn der Start-und-Ziel-Geraden wieder auf die Start-und-Ziel-Schleife zurück.

## Gebäude an der Start-und-Ziel-Schleife (Auswahl)
Da die Start-und-Ziel-Schleife den Mittelpunkt des Nürburgrings darstellte, standen hier auch die für den Rennbetrieb notwendigen Gebäude. Hierzu gehörten:
- Start-und-Ziel-Haus
- Boxenanlage
- Haupttribüne (mit Sporthotel „Tribüne“)
- Fahrerlager (das heutige „Historische Fahrerlager“)
- zwei Verwaltungsgebäude

Weitere bekannte Gebäude an der Start-und-Ziel-Schleife:
- Continental-Turm (ab 1950, ersetzt 1965)
- Bosch-Tribüne (ab 1953)
- Dunlop-Turm (ab 1954)
- Mercedes-Benz-Presseturm

## Umbau
Nach dem 24h-Rennen im Oktober 1982 wurde mit dem Abriss der Start-und-Ziel-Schleife und der Stilllegung der Südschleife begonnen und an ihrer Stelle bis Mai 1984 die Grand-Prix-Strecke gebaut. Beim Bau dieser neuen Strecke wurden die zweite Ausgabe des Continental-Turms sowie die Haupttribüne mit Sporthotel „Tribüne“ noch erhalten und weiterhin genutzt, fielen im Laufe der Zeit jedoch weg. Von den ursprünglichen Anlagen sind heute nur noch das Historische Fahrerlager sowie die beiden Verwaltungsgebäude erhalten.